# Prix Francqui
Il Prix Francqui (in italiano: Premio Francqui) è un prestigioso premio belga assegnato ogni anno, a partire dal 1933, dalla Fondazione Francqui a uno studioso o a uno scienziato belga di età inferiore a 50 anni.

## Assegnazione del premio
Il premio, che prende il nome dallo statista belga Émile Francqui (1863 - 1935), ha lo scopo di incoraggiare l'ulteriore lavoro di uno studioso ancora in giovane età, e quindi nel pieno dell'attività. Sono distinti tre ambiti disciplinari: scienze esatte, scienze umane, scienze mediche e biologiche nell'ambito dei quali il premio viene assegnato a rotazione annuale. Al vincitore viene assegnata la somma di 150.000 €. Viene inoltre chiesto al vincitore di organizzare, entro 12 mesi, un convegno internazionale sulla sua disciplina che di solito porta alla pubblicazione di atti che consentono di far conoscere a livello internazionale la qualità della ricerca universitaria in Belgio.

## Vincitori
- 1933: Henri Pirenne, scienze umane
- 1934: Georges Lemaître, scienze esatte
- 1936: Franz Cumont, scienze umane
- 1938: Jacques Errera, scienze esatte
- 1940: Pierre Nolf, scienze mediche e biologiche
- 1946: François Louis Ganshof, scienze umane
- 1946: Frans-H. van den Dungen, scienze esatte
- 1946: Marcel Florkin, scienze mediche e biologiche
- 1948: Léon H. Dupriez, scienze umane
- 1948: Marc de Hemptinne, scienze esatte
- 1948: Zénon-M. Bacq, scienze mediche e biologiche
- 1948: Pol Swings, scienze esatte
- 1948: Jean Brachet, scienze mediche e biologiche
- 1949: Léon Rosenfeld, scienze esatte
- 1950: Paul Harsin, scienze umane
- 1951: Henri Koch, scienze mediche e biologiche
- 1952: Florent Bureau, scienze esatte
- 1953: Claire Préaux, scienze umane
- 1953: Étienne Lamotte, scienze umane
- 1954: Raymond Jeener, scienze mediche e biologiche
- 1955: Ilya Prigogine, scienze esatte
- 1956: Louis Remacle, scienze umane
- 1957: Lucien Massart, scienze mediche e biologiche
- 1958: Léon Van Hove, scienze esatte
- 1959: Gérard Garitte, scienze umane
- 1960: Christian de Duve, scienze mediche e biologiche
- 1961: Adolphe Van Tiggelen, scienze esatte
- 1961: Jules Duchesne, scienze esatte
- 1962: Chaim Perelman, scienze umane
- 1963: Hubert Chantrenne, scienze mediche e biologiche
- 1964: Paul Ledoux, scienze esatte
- 1965: Roland Mortier, scienze umane
- 1966: Henri G. Hers, scienze mediche e biologiche
- 1967: José J. Fripiat, scienze esatte
- 1968: Jules Horrent, scienze umane
- 1969: Isidoor Leusen, scienze mediche e biologiche
- 1970: Radu Balescu, scienze esatte
- 1971: Georges Thines, scienze umane
- 1972: Jean-Edouard Desmedt, scienze mediche e biologiche
- 1973: Pierre Macq, scienze esatte
- 1974: Raoul van Caenegem, scienze umane
- 1975: René Thomas, scienze mediche e biologiche
- 1976: Walter Fiers, scienze esatte
- 1977: Jacques Taminiaux, scienze umane
- 1978: Jacques Nihoul, scienze mediche e biologiche
- 1979: Jeff Schell, scienze esatte
- 1980: Jozef IJsewijn, scienze umane
- 1981: André Trouet, scienze mediche e biologiche
- 1982: François Englert, scienze esatte
- 1983: Alexis Jacquemin, scienze umane
- 1984: Désiré Collen, scienze mediche e biologiche
- 1985: Amand Lucas, scienze esatte
- 1986: Marc Wilmet, scienze umane
- 1987: Jacques Urbain, scienze mediche e biologiche
- 1988: Pierre van Moerbeke, scienze esatte
- 1989: Pierre Pestieau, scienze umane
- 1990: Thierry Boon, scienze mediche e biologiche
- 1991: Jean-Marie André, scienze esatte
- 1992: Géry van Outryve d'Ydewalle, scienze umane
- 1993: Gilbert Vassart, scienze mediche e biologiche
- 1994: Eric G. Derouane, scienze esatte
- 1995: Claude d'Aspremont Lynden, scienze umane
- 1996: Etienne Pays, scienze mediche e biologiche
- 1997: Jean-Luc Brédas, scienze esatte
- 1998: Mathias Dewatripont, scienze umane
- 1999: Marc Parmentier, scienze mediche e biologiche
- 2000: Marc Henneaux, scienze esatte
- 2000: Eric Remacle e Paul Magnette, premio straordinario per gli studi europei
- 2001: Philippe Van Parijs, scienze umane
- 2002: Peter Carmeliet, scienze mediche e biologiche
- 2003: Michel Van den Bergh, scienze esatte
- 2004: Marie-Claire Foblets, scienze umane
- 2005: Dirk Inzé, scienze mediche e biologiche
- 2006: Pierre Gaspard, scienze esatte
- 2007: François de Callataÿ, scienze umane
- 2008: Michel Georges, scienze mediche e biologiche
- 2009: Eric Lambin, scienze esatte
- 2010: François Maniquet, scienze umane
- 2011: Pierre Vanderhaegen, scienze mediche e biologiche
- 2012: Conny Aerts, scienze esatte